# HD 150421
HD 150421，又名CD-4510858，SAO 227092、HR 6197，是一颗恒星，视星等为6.23，位于銀經338.93，銀緯-0.02，其B1900.0坐标为赤經16h 35m 46.3s，赤緯-45° -0.02′ 42″。